# 김만형 (화가)
김만형(金晩炯, 1916년 ~ 1984년)은 한국의 서양화가이다.

## 생애
경기도 개성군 출신이다. 서울의 경성제일고등보통학교에서 수학했고, 이후 일본에 유학하여 제국미술학교에서 미술을 공부했다. 1937년 조선미술전람회에서 입선하면서 등단하여 1940년대 개인전을 여는 등 활발히 활동했다. 1941년 도쿄의 제국미술학교 서양화과를 수석으로 졸업했다.
일제강점기 말기에 친일 미술인 모임 단광회에 회원으로 참가해, 전쟁을 미화하는 〈조선징병제실시기념화〉 제작에 참여했다. 이때문에 2008년 민족문제연구소가 선정한 친일인명사전 수록예정자 명단 미술 부문에 포함되었다.
광복 후에는 조선조형예술동맹에 가입하고 이쾌대, 최재덕 등과 함께 좌익 계열에서 활동 하였으나, 대한민국 정부 수립 후 조선미술가동맹이 붕괴되자 보도연맹을 통해 전향하였고, 월북한 길진섭을 규탄하는 〈길진섭에게 경고함〉이라는 공개 편지를 1949년 발표하기도 했다. 한국 전쟁 중 조선인민군이 서울을 점령한 사이 다시 조선미술가동맹에 참여했다가 북조선으로 갔다. 북조선에서 조선미술가동맹 평안북도 지부장과 유화분과 지도원 등으로 활동했다.
월북 이전까지는 인물화와 풍경화를 주로 그렸으나 대한민국에 남아 있는 작품은 거의 없다. 재료의 특성을 강조하는 마티에르에 관심을 보이면서 자연의 묘사보다는 재구성을 선호하는 기교적 화풍을 선보였다.
북조선에서 창작한 작품으로는 〈전선에서 온 전투영웅들과 담화하시는 위대한 수령 김일성 동지〉(1952년 제작, 1955년 개작), 〈파발리 경찰주재소 습격전투를 조직, 지휘하시는 공산주의 혁명투사 김형권 동지〉(1965) 등이 있으며, 1970년대 후반까지도 창작 활동을 한 것으로 알려져 있다.
미술평론가 김용준은 김만형을 가리켜 "족히 그림을 아는 사람"이라고 평했다. 김용준은 처음에 김만형의 그림만 보고 원숙한 솜씨에 연륜이 있는 화가로 생각했다가 나중에야 "패패소년"인 것을 알았다면서 확실히 조숙한 작가라고 표현한 바 있다.

## 같이 보기
- 단광회

## 참고자료
- 전혜숙 (2004년 8월). “일본 제국미술학교 유학생들의 서양화 교육 및 인식과 수용 - 김만형(金晩炯)을 중심으로”. 《미술사학보》 (제22호): 171~198쪽.

- 지휘하시는 공산주의 혁명투사 김형권 동지 (1965년)

- 자랑스러운 강철 노동자(1958년)
- 월북작가 이
- 김형권